# コスモぐらし
『コスモぐらし 〜オンライン的野菜生活〜』（コスモぐらし オンラインてきやさいせいかつ）は、2003年3月28日にエニックス（現・スクウェア・エニックス）より発売されたWindows用オンラインシミュレーションゲーム。
1998年8月にエニックスが発売したプレイステーション用シミュレーションゲーム『アストロノーカ』をベースとして開発された。

## 概要
『アストロノーカ』と同様にプレイヤーは宇宙農家となり、農業星系「マスカット星系」の10ある惑星のいずれかに入植する。農夫として遊ぶことはもちろん、捕獲したバブーをペットとして飼育したり、合成マシーンで作成したアイテムを販売したり、星々を渡り歩き行商するなど多様な楽しみ方ができる。
発売前の2003年3月14日よりベータテストが実施された。また2003年7月28日より体験版の配布が開始された。
2004年3月には全国農業協同組合連合会（全農）とのタイアップ企画を開始。ゲーム内で地球産野菜の新種の種を育てると抽選で全農から野菜がプレゼントされるというもので、新聞やテレビ、各種メディアで話題になった。
2004年12月27日にサービス終了が告知され、2005年4月25日に全サービスが終了した。

## ストーリー
この広い宇宙には「伝説の野菜」と呼ばれる、とてもおいしく、かつて見たこともないほど美しく、そして驚くほど高価な野菜があるという…。
時は32世紀、銀河系の東の果てに未知の惑星群「マスカット星系」が発見された。農業に適した星系として宇宙農家をめざす人々が続々と入植を開始し、プレーヤーもその1人として惑星に降り立つ。その惑星で仲間やバブーと呼ばれる不思議な生き物とコミュニケーションを取りながら伝説の野菜を育て上げ、「宇宙一の農夫」という栄誉を勝ち取ろう。

## 宇宙野菜
『アストロノーカ』同様、プレイヤーは実際の野菜をモチーフにした宇宙野菜を育てることになる。宇宙野菜は幾つかの「系統」で分類されており、系統によって適した土壌、気候、時間、成長速度が異なる。適した条件を揃えなければ種が蒔けないばかりか、蒔けたとしてもすぐに病気になり枯れてしまうことが多い。
各系統の基本野菜の種は種屋で購入可能。野菜・種収穫時にバブーのダンスで突然変異を起こさせ、系統上位の種を入手できる場合がある。
野菜にはステータスが設定されており、ステータスが高い野菜ほど高く売却することができる。各種目的のため、意図的にステータスをマイナスにすることも可能。野菜はバブーに餌として与えることもできるが、料理することでバブーのステータスを上昇させる事ができるため、料理してから与えたほうが効果的である。

### ホクホク系
エネルギーが伸びやすい芋・豆類
- シマイモ（エネルギーが伸びやすい基本野菜）
- イモ球（更にエネルギーが伸びやすい）
- カリフラボール（ガッツとエネルギーが伸びやすい）
- 宇宙マメ（ガッツとエネルギーが特に伸びやすい）

### モリモリ系
ホクホク系に似てエネルギーが伸びる野菜が多い
- 穴ホウレン草（エネルギーが伸びやすい基本野菜）
- コスモニンジン（更にエネルギーが伸びやすい）
- ニラクラウン（ガッツとエネルギーが伸びやすい）
- 妖精ピーマン（魔力と美しさ、エネルギーが伸びやすい）

### ゴアン系
ダンスが伸びるため、バブーのダンス体力回復料理に使われる野菜
- ライスフラワー（ダンスが伸びやすい）
- パンナリーフ（ダンスが伸びやすい）
- うどん菜（ダンスが伸びやすい）
- 珊瑚パスタ（ダンスが伸びやすい）

### ボリング系
玉っぽい形が多く、ガッツや重さが伸びやすい。
- タマネギボム（ガッツが伸びやすい）
- ゴボウ玉（更にガッツが伸びやすい）
- 砲丸ピーチ（重さと栄養が伸びやすい）
- スイカタワー（重さと栄養、演算が伸びやすい）

### デント系
カリスマが主に伸びやすく、バブー捕獲に重宝する料理に使われる。
- 腰かけレンコン（カリスマが伸びやすい）
- イチゴブドウ（更にカリスマが伸び、美しさも伸びる）
- 仙境ひょうたん（カリスマが大きく伸び、重さ・栄養・美しさが伸びる）

### ピカル系
実際に夜光る、ダンス・演算など伸びやすい野菜。
- 透明キャベツ（演算が伸びる）
- 電灯キューリ（ダンスと演算が伸びる）
- ホタル唐辛子（音楽と演算が伸びる）

### ヒタヒタ系
条件となる土壌が水中で、美しさが伸びる。
- 月面コンブ（美しさが伸びる）
- 真空ワカメ（美しさが伸びやすい）
- 深海ブドウ（美しさと重さが伸びやすい"海ブドウ"）
- 貴婦人（野菜四天王の一つ。美しさ・演算・音楽・栄養・重さが伸び、ガッツが減少する）

### 外宇宙系
外宇宙で開発された魔力が伸びる野菜
- トマトニアン（魔力が伸びる）
- 高速パイン（魔力が伸びやすい）
- 催眠チョーク（魔力とダンスが伸びやすい）

### ロラ系
音楽が伸びやすい。
- ひよこレモン（音楽が伸びる）
- トゲガーリック（音楽が伸びやすい）
- 水晶ハーブ（野菜四天王の一つ。音楽が物凄く伸び、美しさ・カリスマ・魔力・栄養が伸びるが、重さは減少する）

### サテラ系
南国の土壌を好む系統で様々なステータスが伸びる。
- ロウソクコーン（ガッツが伸びる）
- 星カブ（ガッツが伸びやすい
- ドームメロン（栄養が大きく伸びる）
- 銀河ドリアン（野菜四天王の一つ。音楽・カリスマ・重さ・魔力が伸びるが、ガッツは減少する）

### 火星系
砂漠を好む系統で要求される土壌も極端。
- チョキサボテン（ガッツが伸びる）
- 火星カボチャ（ガッツが伸びやすい）
- テイルクレソン（ガッツが大きく伸び、栄養も伸びる）
- チンゲンツリー（栄養と音楽が伸びる）

### ヤマト系
雪原を好む系統で要求土壌・天候も特殊なものが多い。
- 土星ナス（ガッツが伸びる）
- 月光ネギ（ガッツが伸びやすい）
- 星屑ダイコン（ガッツと栄養が伸びる）
- ジェット白菜（栄養と音楽が伸びる）

### アストロ系
基本野菜が地下のある村でしか購入できないレアな系統。あらゆる野菜を凌駕するアストロキングが分類される。
- ウキウキパセリ（全てのステータスが全く伸びない）
- アストロキング（全てのステータスが伸びる）

### ドグ系
地中や夜間を好む系統で重さを中心としたステータスが伸びる。
- ドルイドもやし（重さが伸びる）
- カブトタケノコ（重さ・魔力・演算が伸びる）
- 震源トリュフ（重さとダンスが極端に伸びる）
- 冥王マツタケ（野菜四天王の一つ。重さ・魔力・美しさ・演算・カリスマが伸びやすい）

### 地球系
全農とのタイアップ企画で追加された野菜。実際の野菜・果物が抽選でプレゼントされた。
- フルーツトマト（ダンスが伸びやすく美しさも伸びる）
- 贅沢美人（桃。音楽が伸びやすい。これを材料とした家具やお菓子が追加された）
- ブルーベリー（演算が伸びる。お菓子や家具が追加された）
- マンゴー（カリスマが伸びる。トロピカルな料理や服、家具が追加された）
- だだちゃ豆（重さが伸びやすく栄養も伸びる。枝豆が合成できるようになった）
- アレキサンドリア（マスカット。演算・カリスマが伸びやすい。綺麗な家具や料理が追加された）
- ストロベリー（魔力が伸びやすい。家具が追加された）
- デコポン（ガッツが伸びやすい。お菓子、家具、酒が追加された）
- オトメメロン（エネルギーが伸びやすい。家具が追加された）

## バブー
『アストロノーカ』では野菜を食い荒らす害獣であったバブーだが、今作では捕獲しペットとして飼育することができる。飼育可能なバブーの数は、プレイヤーキャラクターがイベントをクリアすることにより増加する（最大4匹）。
種類は30以上あり、それぞれアイテムを発見しやすい、アイテムを多く持てるなどの能力を有する。生息地域は種類によって異なり、特定の場所でしか遭遇できないバブーも少なくない。各種類ごとにカラーバリエーションがあるが能力差は無い。
バブーにはステータスが設定されており、料理を与えることで成長させることが可能。ステータスはアイテム発見やダンス・相撲の能力に反映される。またアイテムを持たせ、フリースペースにバブーショップを開くことができる。なお、持てるアイテムの数はバブーの種類によって異なる。

### アイテムサーチャー
ペットにしたバブーをインターネットエクスプローラーに住ませて、サイト閲覧時にアイテムを探し出すツール。本作発売日の2003年3月28日に体験版の配布が開始された。バブーがアイテムをきちんと拾えるかどうかはプレーヤーの育て方次第であり、獲得したアイテムはゲーム内で実際に使用することができる。

### 散歩
散歩をさせることにより、アイテムを拾ったり、他のバブーと所持しているアイテムを交換することができる。バブーがつける日記により、アイテム入手や交換などの履歴を確認できる。なお、日記の文体にはいくつかのパターンがある。
散歩することにより散歩経験値が得られ、経験値に応じてダンスのステップ数の上限が引き上げられる。また、プレイヤーキャラクターとの距離が離れているとバブーは迷子になるが、経験値の増加に伴い迷子率は減少する。

### ダンス
バブーはそれぞれ特有のダンスを覚える。ただし、全く覚えないバブーもいる。ダンスを組み合わせて特殊な効果を発揮させることができる。

### 相撲
2003年10月28日実装。惑星の各所にある武道館で相撲をすることができる。建物内にいる「行司」に話しかけ、他のプレイヤーのバブーと勝負するか、NPCと勝負するかを選択する。
5種類のカードを組み合わせた15枚のカードでデッキを組み、ターンごとに一枚ずつカードを出して行動していく。カードの効果によって相手を土俵の外に出すか、相手の体力がゼロになれば勝利。15ターン経過しても勝負がつかない場合は、残り体力の多い方が勝利となる（残り体力が同じ場合は引き分け）。
勝利することで相撲経験値を獲得することができ、これを多く貯めることで上位の番付に認定される。
カードの種類
- プッシュ - 寄り。カードの数値分だけ相手を押し込む。相手がスイッチを選択していると失敗しやすい。
- パンチ - 張り手？カードの数値分だけ相手の体力を減らす。相手がプッシュを選択していると失敗しやすい。
- スイッチ - 体の入れ替え。相手の位置を自分の真後ろに持っていき、同時に体力を1減らす。土俵際でスイッチが成功すると相手が土俵外に出て勝利となる。相手がパンチを選択していると失敗しやすい。
- ジャンプ - ジャンプをして相手との間合いを取る。間合いを取るとカードの相性が逆転する。土俵際に着地しようとすると勢いあまって土俵外に出てしまうことも…。
- リカバー - カードの数値分体力が回復する。相手と接近した場合だと失敗しやすく、ジャンプで間合いを取ってから回復すると良い。

NPCバブーの種類
- バブ - バブバブー。相撲経験値1。プッシュ使用率がやや高い。初心者向け。
- スリー - バブスリー。相撲経験値1。パンチ使用率がやや高い。そのパンチは目潰しではとの疑いあり。
- トット - バブトット。相撲経験値1。スイッチ使用率がやや高い。バブやスリーと同じく最弱クラス。
- アン - バブアン。相撲経験値12。中級クラスのパンチ型バブー。その手には凶器が…？
- ブール - バブール。相撲経験値12。中級クラスのプッシュ型バブー。
- ティーナ - バブティーナ。相撲経験値12。中級クラスのスイッチ型バブー。アンやブールに比べると与しやすい。
- ブーギョ - バブーギョ。相撲経験値43。どのカードも強力に使いこなす上級NPC。うまく倒せれば大量の経験値が得られる。

### バブーの種類
『アストロノーカ』で登場したバブー
- バブバブー
- バブニー
- バブチャカ
- バブール
- バブロン
- バブボーン
- バブトット
- バブチル
- バブックス
- バブペリ
- バブティーナ
- バブモル
- バブロック
- バブーシカ
- バブープ
- バブトロン

『コスモぐらし』より登場するバブー
- バブミクス
- バブスリー
- バブッパ
- バブスキー
- バブレコ
- バブアン
- バブファント
- バブソー
- バブカラ
- バブタス
- バブーギョ
- バブダン
- バブニョロ
- バブヌーク

## 合成
各村の農協で販売されている「合成マシーン」を使い各種アイテムを合成することができる。原料は、栽培した野菜や果実、フィールドマップで採取した鉱石、草、水、木材、毛などである。合成マシーンは何種類かあり、機種によって成功率や得意な分野が異なる。
本作ではシステム的には職業が設定されておらず、得意な合成を見つけたプレイヤーが「○○屋」と名乗り店を構え、専門化していった。各サーバーごとに定期市が開催され、プレイヤーが自慢の商品を持ち合う光景もよく見られた。
料理
栽培した野菜・果実、家畜から取れる卵やミルク、川や海で取れる魚介類を材料として和食、洋食、中華料理、ジュース、ケーキ、酒類、香辛料などを作る。
料理はプレイヤーやバブーのステータス上昇に使われる。また季節の風物詩も多く合成できるため、雰囲気作りに使われることも多い。難易度の高い料理には系統上位の野菜が必要になる。料理合成を得意とするプレイヤーの中には、喫茶店や居酒屋、クラブなどを営むプレイヤーもいた。
家具
鉱石、木材、草、一部野菜などを使い、テーブル、椅子、ランプ、ベッド、冷蔵庫、テレビ、時計など様々な家具を作る。
衣類
毛から作った布と草や野菜などから作る染料を使い、オーバーオール、着ぐるみ、水着、忍者服など様々な衣類を作る。
薬・肥料
草、水などを使い、病気予防、成長速度アップ、土壌改良など様々な薬を作る。
トラップ
鉱石、草、水、木材、一部野菜を材料に、バブーの捕獲トラップを作る。体力を減らすトラップや、警戒心を和らげるトラップ、捕獲用の籠などがある。